# Zoltán Szigeti
Zoltán Szigeti (Budapest, 17 de diciembre de 1932–Melbourne, 12 de mayo de 2009) fue un deportista húngaro que compitió en piragüismo en la modalidad de aguas tranquilas. Ganó una medalla de oro en el Campeonato Mundial de Piragüismo de 1954 en la prueba de K4 1000 m.
Participó en los Juegos Olímpicos de Melbourne 1956, siendo eliminado en la primera ronda de la prueba de K2 1000 m.

## Palmarés internacional
| Campeonato Mundial | Campeonato Mundial | Campeonato Mundial | Campeonato Mundial |
| Año                | Lugar              | Medalla            | Evento             |
| ------------------ | ------------------ | ------------------ | ------------------ |
| 1954               | Mâcon (Francia)    | Medalla de oro     | K4 1000 m          |